# U.S. Army eSports
U.S. Army Esports és un equip d'esports electrònics (o d'eSports) patrocinat per l'Exèrcit dels Estats Units. L'equip, que consisteix en personal de servei actiu i de reserva, va ser anunciat al novembre de 2018 com una iniciativa d'abast públic que opera dins de l'Equip de Màrqueting i Compromís de l'Exèrcit de Fort Knox, amb seu a Kentucky. Els jocs en els quals l'equip va anunciar que competiria inclouen Call of Duty, Counter-Strike: Global Offensive, Fortnite, League of Legends, Overwatch i Magic the Gathering.

## Crítiques
La iniciativa ha estat criticada i acusada d'utilitzar els mems d'Internet i els jocs per a persuadir a les persones, en particular als joves usuaris d'Internet, a que s'allistin com a soldats en l'Exèrcit dels Estats Units; també ha estat criticat en els seus esforços de reclutament per presentar de manera inexacta tant l'allistament en les forces armades com les experiències de servei en temps de guerra.
Moltes de les crítiques dirigides a aquest equip van sorgir arran d'un tuit publicat pel compte oficial de Twitter de l'equip en resposta a un altre tuit del compte oficial de Discord a Twitter. Després de l'atenció negativa dirigida a l'equip de Esports, tant el servidor oficial de Discord com el canal de Twitch dirigit per l'equip es van convertir en l'objectiu de trols, ja que diversos usuaris de Twitter, en un estil satíric de speedrun, van competir de broma per la rapidesa amb la qual se'ls arribar a prohibir la publicació de missatges contra l'Exèrcit dels Estats Units, mems i referències a crims de guerra comesos pels Estats Units. Això va portar al fet que els moderadors del servidor Discord restringissin temporalment l'entrada de persones, i al fet que diversos usuaris de Twitch fossin prohibits del canal de Twitch d'U.S. Army eSports.
Vera Eidelman, advocada del Projecte de Discurs, Privacitat i Tecnologia de la ACLU, ha afirmat que la prohibició dels usuaris de Twitch del canal és una violació de la Primera Esmena. L'Institut de la Primera Esmena Knight de la Universitat de Colúmbia va enviar una carta als Comandos de Reclutament de l'Exèrcit i la Marina dels Estats Units al·legant que violaven la Primera Esmena en prohibir als usuaris, i exigint la fi de la prohibició dels usuaris dels seus comptes de Twitter i del canal Twitch sobre la base dels seus punts de vista. Un portaveu de l'Exèrcit dels EUA va respondre a aquestes acusacions negant que violessin la Primera Esmena i afirmant que els usuaris prohibits van enviar comentaris que estaven "destinats a assetjar a l'equip".
L'equip també ha estat acusat de promocionar falsos regals en Twitch, proporcionant enllaços que, segons ells, portarien als espectadors a un regal per a un controlador de Xbox Elit Sèries 2, però en lloc d'això simplement redirigien als espectadors a un formulari de reclutament sense esmentar el regal. Twitch va demanar al canal que treiés aquests enllaços, la qual cosa l'equip va complir. Si bé l'equip va admetre una falta de transparència amb els regals, també va afirmar que continuaven sent legítims.
En resposta a les crítiques massives, l'equip de l'exèrcit dels EUA va anunciar el 22 de juliol de 2020 que detindria l'activitat en Twitch i probablement reprendria l'activitat en la primavera de 2021.
El 22 de juliol de 2020, la congressista demòcrata dels Estats Units Alexandria Ocasio-Cortez va presentar un projecte d'esmena al projecte de llei d'apropiacions de la Cambra de Representants que prohibiria a les Forces Armades dels Estats Units "de mantenir una presència en Twitch o en qualsevol videojoc, esport electrònic o plataforma de transmissió en viu".
| «                                           | Imagini's tractant d'explicar als seus col·legues que són membres del Congrés el que és Twitch. | » |
| — @AOC. «Tuit d'Ocasio-Cortez», 31-07-2020. |                                                                                                 |   |

El 30 de juliol, la Cambra va rebutjar les mesures proposades per la congressista amb 292 nos (dels quals 103 són demòcrates) en front els 126 sís (tots demòcrates). En altres paraules, mentre que els republicans han votat en contra de manera unànima, els demòcrates estaven dividits.